# Médenine Nord
Médenine Nord est une délégation tunisienne dépendant du gouvernorat de Médenine.
| Hommes | Classe d’âge | Femmes |
| ------ | ------------ | ------ |
| 1 275  | 75 ou +      | 1 202  |
| 3 675  | 60-74 ans    | 3 725  |
| 5 577  | 45-59 ans    | 6 383  |
| 6 590  | 30-44 ans    | 8 073  |
| 5 790  | 15-29 ans    | 6 166  |
| 7 954  | 0-14 ans     | 7 600  |